# Acraea kigoma
Acraea kigoma är en fjärilsart som beskrevs av Jan Kielland 1978. Acraea kigoma ingår i släktet Acraea och familjen praktfjärilar. Inga underarter finns listade i Catalogue of Life.